# Леонид Андреев
Леонид Николаевич Андреев е руски писател, белетрист и драматург. Представител е на Сребърния век в руската литература. Смятан е за основател на руския експресионизъм. Ранните му творби са реалистични и поставят социални проблеми. По-късното му творчество е песимистично.

## Биография
Роден е на 21 август 1871 в град Орел в заможно семейство на геодезиста Николай Андреев (1847 – 1889) и Анастасия Андреева – дъщеря на разорен полски земевладелец. Още в детството си проявява интерес към четенето. Учи в класическата гимназия в Орел (1882 – 1891). Харесва творчеството на Шопенхауер и Хартман. Младежката чувствителност и въображение на Леонид на няколко пъти го подбуждат да върши безумия – на 17 години решава да изпита своята воля и ляга между релсите пред приближаващ локомотив, което, за щастие, е без фатален край.
След като завършва гимназия влиза в юридическия факултет на Санктпетербургския университет. След смъртта на баща му финансовото състояние на семейството му се влошава и той започва да злоупотребява с алкохол. По някое време дори гладува. В Санкт Петербург пише първите си разкази, но в редакцията, в която ги предлага, както сам си припомня в спомените си, му ги върнали със смях. Лишен от студентски права за неплатени такси, той се записва в Юридическия факултет на Московския университет.
През 1894 г., след неуспех в любовта, Андреев се опита да се самоубие. След този инцидент отново е принуден да живее в бедност: трябва да се грижи за майка си, братята и сестрите, които се преместват в Москва.
През 1897 г. успешно завършва университета, което му открива пътя към адвокатура, която практикува до 1902 г. Пак през 1897 г. започва своята журналистическа кариера във в. „Московски вестник“ и „Куриер“. Използва псевдонима Джеймс Линч. През 1898 г. вестник „Куриер“ публикува първия му разказ „Баргамот и Гараска“. По думите на самия Андреев разказът е подражание на Дикенс. Истинската слава за него идва след публикуването на негов разказ през 1901 г. в списание „Живот“.
През 1902 г. Андреев се жени за А. М. Велигорска – племенница на Тарас Шевченко. През същата година става редактор на вестник „Куриер“. С помощта на Максим Горки е публикуван в голям тираж първият том негови съчинения.
През 1906 г. писателят е принуден да отиде в Германия, където се ражда синът му Даниел, който години по-късно също ще стане писател. Жена му умира при раждането и е погребана в Москва в гробището на Новодевическия манастир. После той се установява на остров Капри, Италия, където живее като гостенин на Максим Горки.
През 1908 г. Андреев се мести в Санкт Петербург и там написва първата си драма. По време на Първата световна война пише драма с антигерманско съдържание „Крал, законност и свобода“. След Февруарската революция от 1917 година е член на редакционната колегия на вестник „Руска воля“. След отделянето на Финландия от Русия е в изгнание. Последните произведения на писателя са пропити с песимизъм и омраза към болшевишките власти.
На 12 септември 1919 г. Андреев умира от сърдечна болест, причинена от опита му за самоубийство през 1894 г. Погребан е в Санкт Петербург.
В сградата, в която писателят е живял в Орел, през 1991 г. в негова памет е открита къща музей.

## Творчество
- „Червен смях“ – разказ, 1904 г.
- „Към звездите“ – драма, 1906 г.
- „Човешкият живот“ – 1907 г.
- „Разказ за седемте обесени“ – 1908 г.
- „Цар Глад“ – драма, 1908 г.
- „Катерина Ивановна“ – 1912 г.
- „Тоз, който получава плесници“ – драма, 1916 г.